# Лоян
Лоян (кит. 洛陽, пін. Luòyáng) — одне з найдавніших міст Китаю, одна з історичних столиць Китаю. Чисельність населення близько 1 млн осіб.

## Географія
Знаходиться на північному сході провінції Хенань, у правобережній зоні середньої течії річки Хуанхе.

### Клімат
Місто знаходиться у зоні, котра характеризується вологим субтропічним кліматом. Найтепліший місяць — липень із середньою температурою 27.3 °C (81.1 °F). Найхолодніший місяць — січень, із середньою температурою 1 °С (33.8 °F).
| Клімат Лояна            | Клімат Лояна | Клімат Лояна | Клімат Лояна | Клімат Лояна | Клімат Лояна | Клімат Лояна | Клімат Лояна | Клімат Лояна | Клімат Лояна | Клімат Лояна | Клімат Лояна | Клімат Лояна | Клімат Лояна |
| Показник                | Січ.         | Лют.         | Бер.         | Квіт.        | Трав.        | Черв.        | Лип.         | Серп.        | Вер.         | Жовт.        | Лист.        | Груд.        | Рік          |
| Середня температура, °C | 1            | 2,9          | 8,7          | 15,4         | 21,1         | 25,9         | 27,3         | 26,2         | 21,1         | 15,6         | 8,6          | 2,7          | 14,7         |
| Норма опадів, мм        | 6.9          | 12.4         | 24.6         | 42.7         | 49.7         | 62.3         | 144          | 92.5         | 86.4         | 47.2         | 26.7         | 7.8          | 603.2        |
| Днів з опадами          | 3            | 4,2          | 6,2          | 8,5          | 7,9          | 8,2          | 12,5         | 11           | 11,5         | 9            | 6,2          | 2,9          | 91,1         |
| Вологість повітря, %    | 57.3         | 59           | 59.5         | 60.6         | 60.3         | 58.4         | 73.6         | 76.3         | 74.3         | 70.9         | 68           | 61.4         | 65           |
| ----------------------- | ------------ | ------------ | ------------ | ------------ | ------------ | ------------ | ------------ | ------------ | ------------ | ------------ | ------------ | ------------ | ------------ |
| Джерело: Weatherbase    |              |              |              |              |              |              |              |              |              |              |              |              |              |

## Адміністративний поділ
Міський округ поділяється на 6 районів, 1 місто і 8 повітів:
| Карта | Карта       | Карта      | Карта            |
| --- | ----------- | ---------- | ---------------- |
| Лонін Луаньчуань Сіньань Їян Сун ⑤ Менцзінь ① ② ③ ④ Лолун Їчуань Жуян ⑥ ① Цзяньсі ② Сігун ③ Лаочен ④ Чаньхе-Хуей ⑤ Цзілі ⑥ Яньши |             |            |                  |
| Статус | Назва       | Оригінал   | Населення (2020) |
| Район | Лаочен      | 老城区     | 252 165          |
| Район | Лолун       | 洛龙区     | 918 358          |
| Район | Сігун       | 西工区     | 369 165          |
| Район | Цзілі       | 吉利区     | 69 142           |
| Район | Цзяньсі     | 涧西区     | 718 807          |
| Район | Чаньхе-Хуей | 瀍河回族区 | 222 833          |
| Місто | Яньши       | 偃师市     | 545 632          |
| Повіт | Жуян        | 汝阳县     | 434 770          |
| Повіт | Лонін       | 洛宁县     | 386 124          |
| Повіт | Луаньчуань  | 栾川县     | 327 121          |
| Повіт | Менцзінь    | 孟津县     | 416 845          |
| Повіт | Сіньань     | 新安县     | 483 375          |
| Повіт | Сун         | 嵩县       | 543 417          |
| Повіт | Їчуань      | 伊川县     | 792 841          |
| Повіт | Їян         | 宜阳县     | 576 104          |

## Історія та опис комплексу

### Заснування
Історія Лояна сходить до легендарного міста Лої (洛 邑), столиці домену Чжоу-гуна (XI ст. до н. е.). За переказами Лої був першим в історії Китаю столичним містом, побудованим за заздалегідь розробленим планом, де повністю втілено стародавній містобудівний канон, заснований на ідеї космологічної семантики архітектурного ансамблю. Маючи в плані прямокутну форму (реалізація уявлень про «земний квадрат»), він займав площу майже 11 км² й був оточений глинобитною стіною завдовжки 3700 м з півночі на південь та 2890 м зі сходу на захід.
Палац і урядові установи теж займали квадратну в плані площу й були обнесені стіною. Вони розташовувалися чітко в його центрі, що відповідало уявленням про знаходження володаря у «центрі світу». У стінах палацу були чотири проходи, орієнтовані по чотирьох сторонах світу, а в міській стіні — 12 брам, по три в кожній з її ділянок, розташовані симетрично по відношенню як один до одного, так і до воріт протилежної ділянки стіни. Магістральна лінія, що була розташована по осі «північ-південь», завершувалася п'ятьма воротами, через які проходить шлях, що веде від центральних південних воріт міської стіни до південних воріт палацового комплексу. Усі будівлі палацово-урядового ансамблю перебували або на цій осі, або з боків від неї, утворюючи композицію, побудовану за принципом дзеркальної симетрії.

### Часи Хань
З 770 року до н. е. Лої став столицею імперії Чжоу, однак процес адміністративно-територіального розпаду країни перешкодив його подальшому архітектурному розвитку. Принципово нове архітектурно-планувальне втілення Лоян отримав у I ст. н. е., коли на місці стародавнього міста була зведена столиця імперії Пізня (Східна) Хань (25-220/222). Розташовуючись на площі 14 км², тепер він мав прямокутну у плані форму (протяжність північної ділянки міської стіни становила 3700 м, східної — 3895 м, західної — 4200 м і південної — 2460 м). Висота стіни сягала 5-7 м, але ширина її ділянок серйозно розрізнялася залежно від їх просторових орієнтацій. Північна й західна ділянки мали ширину біля основи 25—30 й 20 м, східна та південна — 10—14 м.
Кістяк морфологічної структури Лояна утворювали, замість суцільної сітки вулиць, що перетинаються, два квартали, що займали квадратну у плані площу й були обнесені окремими стінами з чотирма, орієнтованими по чотирьох частинах світу, воротами. Внутрішнє планування кожного кварталу будувалося, виходячи з осі «північ-південь» та принципу дзеркальної симетрії. Зовнішня міська стіна, як і раніше мала 12 воріт, але колишня схема їхнього розташування теж була порушена. У південній частині стіни розташовувалися четверо воріт, а у північній — двоє.

### III століття
Після загибелі династії Пізня Хань Лоян залишався столичним містом упродовж усього III століття. Спочатку — царства Вей (220—265) періоду Трицарства (220—280), потім — династії Західна Цзінь (265—316). Вейський Лоян було відбудовано правління другого володаря — Мін-ді (227—239) та з урахуванням містобудівної моделі, заданої стародавнім Лої. Палацовий ансамбль було знову розміщено у центрі міста й охоплено окремою стіною. Але у міській стіні цього разу було зроблено не 12, а 13 воріт, знову з явним порушенням їхньої колишньої симетрії: у південній і західній ділянках знаходилися по 4 воріт, у північній — 2, у східній — 3 воріт. Крім того, на території Лояну вперше була чітко виділена «храмова зона». Вона складалася з трьох вівтарів, розташовувалася у північно-східному куті. Влада Західної Цзінь утрималися від якихось суттєвих змін планування столиці, обмежившись добудовою стін, міських воріт та перетворенням «храмової зони» в самостійний архітектурний комплекс: його було охоплено стіною, а також він отримав самостійну назву Цзіньюнчен (金 镛 成).

### Північна Вей
У 311 під час вторгнення військами сюнну, Лоян було повністю зруйновано. Його відродження відбулося вже наприкінці V ст. завдяки культурно—ідейної політиці чергових володарів держави Північна Вей (386—534), заснованого народністю тоба. Відповідно до проведеного ним курса на китаїзації своєї держави, у 495 році було прийнято рішення про перенесення столиці у стародавній столичний район. Хоча справжній вигляд північновейського Лояна викликає чимало суперечок серед фахівців, прийнято вважати, що в його плануванні остаточно затвердилася схема, у якій домінував принцип осьової симетрії. Згідно з пізнішими описами й кресленнями, місто поділялося на північну та південну половини, кордон між якими проходила по вулиці, що тяглася від західних (Сяйво-мень 西 阳 门) до східних (Дун'ян-мень 东阳 门) воріт. Імператорська резиденція розташовувалася в його північній частини, займаючи площу приблизно 1 км² (1/10 території столиці). Іншу архітектурну вісь утворювала магістраль, що проходила від південних міських воріт й ділила Лоян на західну йі східну половини, по обидві сторони від якої розташовувалися адміністративні будівлі. Вся інша територія південної частині була зайнята житловими кварталами, що утворюють «мережу» з прямокутними осередками, і численними буддійськими храмами. Крім традиційних китайських планувальних принципів, «північна» містобудівна практика увібрала чимало запозичень з архітектури держав Середньої Азії. Найсуттєвіші зміни відбулися у конструкції міської стіни: її стали облямовувати по верхньому зрізу ажурними зубчастими конструкціями, висхідними від архітектурних деталей (зубчасті цеглини, що вінчають міські стіни), властивих азійському містобудуванню.
Північновейський Лоян був зруйновано під час міжусобних війн кінця держави Тоба. Але ідеї, що намітилися в архітектурно-інженерному мистецтві V—VI ст., отримали подальший розвиток в епоху Тан (618—907)

### Епоха Суй, Тан й Сун
Найповніше ідеї мистецтва Тоба втілившись у столиці нової імперії — Чан'ань. Лоян ж перетворився на її культурну столицю, статус обох міст передають їх назви — Західна столиця (Сіцзін 西京) й Східна столиця (Дунцзін 东京) відповідно.
Будівництво Східної столиці (як тоді став називатися Лоян) розпочалося ще при династії Суй (581—618) з ініціативи її другого імператора Ян-ді (605—618). Оскільки руїни північновейської столиці не підлягали відновленню, було обрано вільну земельну ділянку, що знаходилася приблизно за 20 км на захід від чжоуского Лояна. Новий Лоян було зведено усього за 2 роки. Він значно поступався за розмірами Чан'ань, але почасти повторював її композицію. В ньому також були присутнє «Найясніше місто» (Хуан-Чен 皇城), де були зосереджені урядові установи, й палацовий районн — «Палацове місто» (Гун-Чен 宫城). Північна та південна частини Лояну опинилися на різних берегах р. Лошуй, тим не менш, він теж мав не тільки єдину стіну (27,5 км), але й площу, яка тяжіє в плані до квадрата. Більш того, гирло річки перетворили у утворюючу вісь, розділили Лоян на північну (палацово-адміністративну) і південну (житлову) частини. У стіні, як і в Чан'ань, знаходилося 12 воріт, але вони були розташовані асиметрично: по троє воріт у східної і західної ділянок, а у південній і північній — двоє і четверо відповідно. Ще однією специфічною особливістю планування Лояна стало зміщення «Палацового міста» і «Найяснішого міста» до його північно—західного квадрату, що зруйнувало чіткість осьової побудови за винятком західної частини міста. По ній проходила магістраль, що вела від бічних південних воріт, через острів посередині річки, до центральних воріт «Найяснішого міста». Семіотика «Найяснішого міста» і «Палацового міста», обнесеного окремої стіною з 7 воротами (три — в південній ділянці стіни, по одному в західній та східній) базувалася на принципах осьової симетрії і тричастинної побудови. Перший з них знайшов втілення в головній магістралі, що проходить по «Найяснішому місту»: з боків від неї розташовувалися квартали адміністративних установ. Тоді як у «Палацовому місті» усі головні будівлі знаходилися на осі «північ-південь». Тричастинна композиція виникала за рахунок співвіднесення «Палацового міста», що виступає архітектурною домінантою цієї частини Лояна, з двома шеренгами симетрично розташованих кварталів «Найяснішого міста». У південній частині Лояна була відтворена осередкова квартальна система, яка утворювалася 120 вулицями.
Лоян суттєво постраждав у ході заколотів і воєн кінця епохи Тан, а остаточно його зруйновано під час навали чжурчженей у 1130-х роках.

### Сьогодення
Лише згодом за часів династій Юань та Мін почав потроху відроджуватися. Сьогодні він являє собою відносно невелике місто з населенням трохи приблизно 1 млн осіб з переважно сучасною забудовою.

## Транспорт
Наприкінці березня 2021 року в місті запрацювала перша лінія метрополітену, до кінця року має запрацювати Лінія 2.

## Цікавинки
- Храм Білого Коня (Баймаси)
- Комплекс храмів Гуанлінь
- Лоянський музей історичних саркофагів

## Міста-побратими
- Окаяма, Японія
- Тур, Франція
- Сукагава, Японія
- Касіхара, Японія
- Мяньян, Китай
- Ла-Кросс, США
- Пловдив, Болгарія
- Тольятті, Росія